# Energia d'unió nuclear

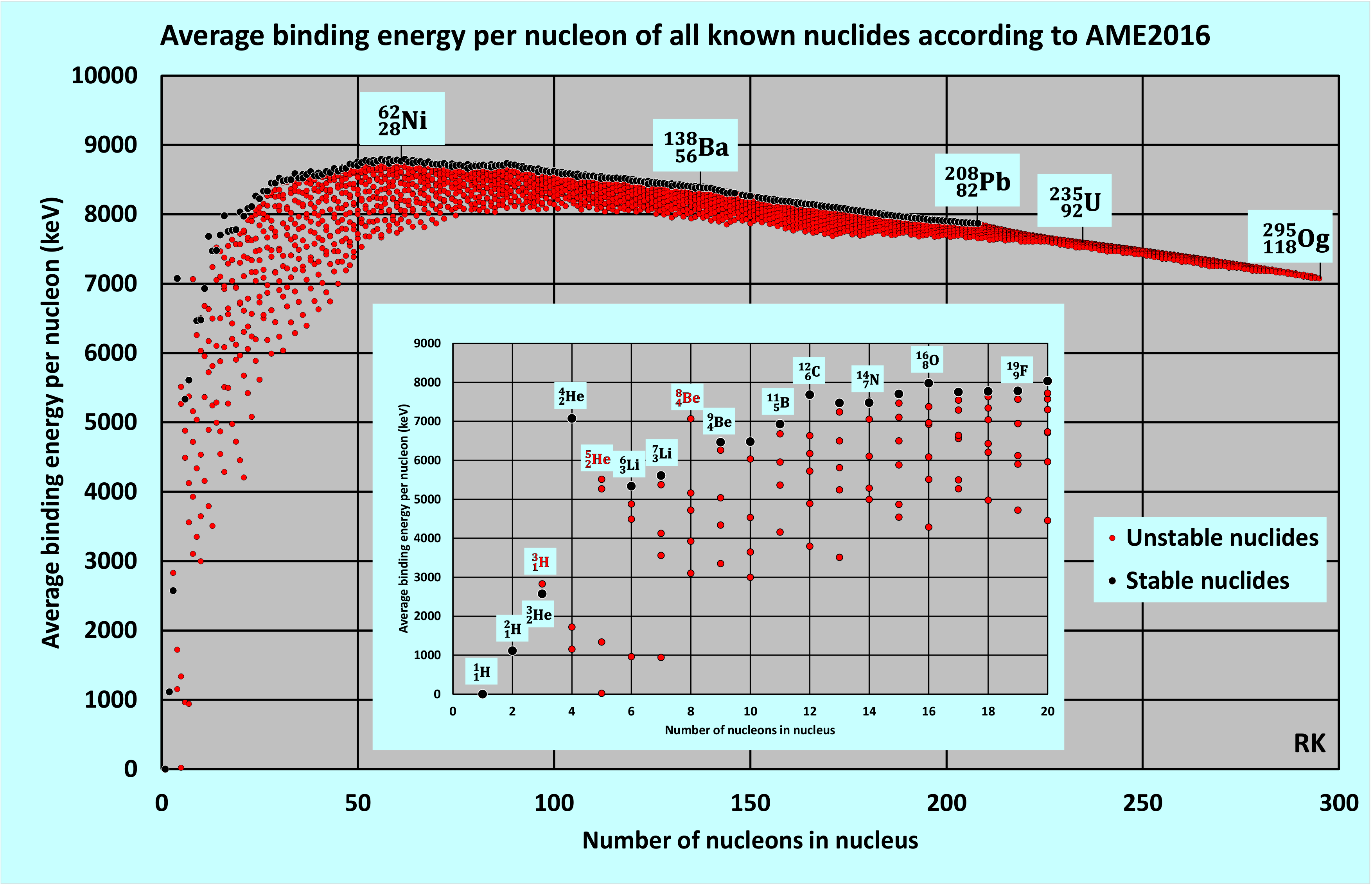
Energia d'unió mitjana per nucleó en funció del nombre de nucleons del nucli per a tots els nuclids coneguts segons AME2016

L'energia d'unió nuclear en física experimental és l'energia mínima que cal per desmuntar el nucli d'un àtom en els seus protons i neutrons constitutius, coneguts col·lectivament com a nucleons. L'energia d'unió dels nuclis estables és sempre un nombre positiu, ja que el nucli ha d'obtenir energia perquè els nucleons es separen els uns dels altres. Els nucleons són atrets els uns pels altres per la força nuclear forta. En física nuclear teòrica, l'energia d'unió nuclear es considera un nombre negatiu. En aquest context, representa l'energia del nucli relativa a l'energia dels nucleons constituents quan estan infinitament allunyats. Tant els punts de vista experimentals com els teòrics són equivalents, amb un èmfasi lleugerament diferent en el que significa l'energia d'enllaç.
La massa d'un nucli atòmic és menor que la suma de les masses individuals dels protons i neutrons constituents lliures. La diferència de massa es pot calcular mitjançant l'equació d'Einstein, E = mc2, on E és l'energia d'unió nuclear, c és la velocitat de la llum i m és la diferència de massa. Aquesta "massa que falta" es coneix com a defecte de massa i representa l'energia que es va alliberar quan es va formar el nucli.
El terme "energia d'unió nuclear" també pot referir-se al balanç energètic en processos en què el nucli es divideix en fragments compostos per més d'un nucleó. Si hi ha una nova energia d'unió disponible quan els nuclis lleugers es fusionen (fusió nuclear), o quan els nuclis pesats es divideixen (fissió nuclear), qualsevol procés pot donar lloc a l'alliberament d'aquesta energia d'unió. Aquesta energia pot estar disponible com a energia nuclear i es pot utilitzar per produir electricitat, com en l'energia nuclear, o en una arma nuclear. Quan un gran nucli es divideix en trossos, l'excés d'energia s'emet com a raigs gamma i l'energia cinètica de diverses partícules expulsades (productes de fissió nuclear).
Aquestes energies i forces d'unió nuclear són de l'ordre d'un milió de vegades més grans que les energies d'unió d'electrons dels àtoms lleugers com l'hidrogen.

## Introducció

### Energia nuclear
Una absorció o alliberament d'energia nuclear es produeix en reaccions nuclears o en desintegració radioactiva; les que absorbeixen energia s'anomenen reaccions endotèrmiques i les que alliberen energia són reaccions exotèrmiques. L'energia es consumeix o allibera a causa de les diferències en l'energia d'unió nuclear entre els productes entrants i sortints de la transmutació nuclear.
Les classes més conegudes de transmutacions nuclears exotèrmiques són la fissió nuclear i la fusió nuclear. L'energia nuclear es pot alliberar per fissió, quan els nuclis atòmics pesats (com l'urani i el plutoni) es divideixen en nuclis més lleugers. L'energia de la fissió s'utilitza per generar energia elèctrica en centenars de llocs del món. L'energia nuclear també s'allibera durant la fusió, quan els nuclis lleugers com l'hidrogen es combinen per formar nuclis més pesats com l'heli. El Sol i altres estrelles utilitzen la fusió nuclear per generar energia tèrmica que després s'irradia des de la superfície, un tipus de nucleosíntesi estel·lar. En qualsevol procés nuclear exotèrmic, la massa nuclear es podria convertir finalment en energia tèrmica, emesa com a calor.
Per quantificar l'energia alliberada o absorbida en qualsevol transmutació nuclear, cal conèixer les energies d'unió nuclear dels components nuclears implicats en la transmutació.

### La força nuclear
Els electrons i els nuclis es mantenen units per atracció electroestàtica (el negatiu atrau el positiu). A més, els electrons són de vegades compartits per àtoms veïns o transferits a ells (per processos de física quàntica ); aquest enllaç entre àtoms s'anomena enllaç químic i és responsable de la formació de tots els compostos químics.
La força elèctrica no manté els nuclis units, perquè tots els protons porten una càrrega positiva i es repel·len mútuament. Si dos protons es toquessin, la seva força de repulsió seria de gairebé 40 newtons. Com que cadascun dels neutrons té càrrega total zero, un protó podria atreure elèctricament un neutró si el protó pogués induir el neutró a polaritzar-se elèctricament. Tanmateix, tenir el neutró entre dos protons (de manera que la seva repulsió mútua disminueix a 10 N) atrauria el neutró només per a una disposició de quadripols elèctrics (− + + −). Els multipols més alts, necessaris per satisfer més protons, causen una atracció més feble i ràpidament esdevenen poc plausibles.
Després de mesurar i verificar els moments magnètics de protons i neutrons, era evident que les seves forces magnètiques podrien ser de 20 o 30 newtons, atractives si s'orientaven correctament. Un parell de protons farien 10−13 joules de treball entre si a mesura que s'acosten, és a dir, haurien d'alliberar una energia de 0,5 MeV per mantenir-se units. D'altra banda, un cop un parell de nucleons s'enganxen magnèticament, els seus camps externs es redueixen molt, de manera que és difícil que molts nucleons acumulin molta energia magnètica.
Per tant, una altra força, anomenada força nuclear (o força residual forta) manté units els nucleons dels nuclis. Aquesta força és un residu de la interacció forta, que uneix els quarks en nucleons a un nivell de distància encara més petit.

## Càlcul de l'energia d'unió nuclear
El càlcul es pot utilitzar per determinar l'energia d'unió nuclear dels nuclis. El càlcul consisteix a determinar el defecte de massa nuclear, convertir-lo en energia i expressar el resultat com a energia per mol d'àtoms, o com a energia per nucleó.

### Conversió del defecte de massa nuclear en energia
El defecte de massa nuclear es defineix com la diferència entre la massa nuclear i la suma de les masses dels nucleons constituents. Està donat per {\displaystyle \Delta m=Zm_{p}+(A-Z)m_{n}-M=Zm_{p}+Nm_{n}-M}on:
- Z és el nombre de protons (nombre atòmic).
- A és el nombre de nucleons (número de massa).
- m p és la massa del protó.
- m n és la massa del neutró.
- M és la massa nuclear.
- N és el nombre de neutrons.

El defecte de massa nuclear es converteix normalment en energia d'unió nuclear, que és l'energia mínima necessària per desmuntar el nucli en els seus nucleons constituents. Aquesta conversió es fa amb l'equivalència massa-energia : E = ∆mc2. Tanmateix, s'ha d'expressar com a energia per mol d'àtoms o com a energia per nucleó.

## Fissió i fusió
L'energia nuclear s'allibera per la divisió (fissió) o fusió (fusió) dels nuclis de l'àtom (s). La conversió de massa nuclear- energia en una forma d'energia, que pot eliminar una mica de massa quan s'elimina l'energia, és coherent amb la fórmula d'equivalència massa-energia:
Δ E = Δ m c 2 ,
on
Δ E = alliberament d'energia,
Δ m = defecte de massa,
i c = la velocitat de la llum en el buit.
L'energia nuclear va ser descoberta per primera vegada pel físic francès Henri Becquerel l'any 1896, quan va trobar que les plaques fotogràfiques emmagatzemades a la foscor prop de l'urani estaven ennegrides com plaques de raigs X (els raigs X havien estat descoberts recentment el 1895).
El níquel-62 té l'energia d'unió per nucleó més alta de qualsevol isòtop. Si un àtom d'energia d'enllaç mitjana més baixa per nucleó es canvia en dos àtoms d'energia d'unió mitjana més alta per nucleó, s'emet energia. (La mitjana aquí és la mitjana ponderada.) A més, si dos àtoms d'energia d'enllaç mitjana inferior es fusionen en un àtom d'energia d'enllaç mitjana més alta, s'emet energia. El gràfic mostra que la fusió, o combinació, de nuclis d'hidrogen per formar àtoms més pesats allibera energia, igual que la fissió de l'urani, la ruptura d'un nucli més gran en parts més petites.
L'energia nuclear s'allibera mitjançant tres processos exoenergètics (o exotèrmics):
- Desintegració radioactiva, on un neutró o protó del nucli radioactiu es desintegra espontàniament emetent partícules, radiació electromagnètica (raigs gamma) o ambdues. Tingueu en compte que per a la desintegració radioactiva, no és estrictament necessari que augmenti l'energia d'unió. El que és estrictament necessari és que la massa disminueixi. Si un neutró es converteix en protó i l'energia de la desintegració és inferior a 0,782343 MeV, la diferència entre les masses del neutró i el protó multiplicada per la velocitat de la llum al quadrat, (com ara el rubidi-87 que es desintegra a estronci-87), l'energia d'unió mitjana per nucleó en realitat disminuirà.
- Fusió, dos nuclis atòmics es fusionen per formar un nucli més pesat
- Fissió, la ruptura d'un nucli pesat en dos (o més rarament tres) nuclis més lleugers i alguns neutrons